# Peperomia guaiquinimana
Peperomia guaiquinimana är en pepparväxtart som beskrevs av Trel. & Yunck.. Peperomia guaiquinimana ingår i släktet peperomior, och familjen pepparväxter. Inga underarter finns listade i Catalogue of Life.